# 温泉女将ふたりの事件簿
『温泉女将ふたりの事件簿』（おんせんおかみふたりのじけんぼ）は、2012年から2014年までテレビ東京・BSジャパン共同制作「水曜ミステリー9」で放送されたテレビドラマシリーズ。全3回。主演は菊川怜。
温泉旅館の女将である義母と、女将修行にいそしむ嫁が、近辺で発生する殺人事件をコンビで解決していく。

## 登場人物
舞台となる温泉旅館は、道後温泉のホテル「花ゆづき」（第1作）、鬼怒川温泉のホテル「あさや」（第2作）、山梨県石和温泉郷「ホテルふじ」（第3作）。

### 若女将
菊川怜
- 一本木薫（第1作）
- 湯村薫（第2作）
- 星野薫（第3作）

### 女将
木の実ナナ
- 一本木美智子（第1作）
- 湯村美智子（第2作）

三田佳子
- 星野美津江（第3作）

### 若旦那
嶋大輔
- 一本木孝（第1作）

山崎樹範
- 湯村孝（第2作）

藤井隆
- 星野浩介（第3作）

### ゲスト
第1作「愛媛道後温泉 五・七・五の殺人」（2012年）
- 三上涼子（22年前の強盗殺人事件の被害者の娘） - 中山忍（少女期：和氣明音）
- 丸山聡一（愛媛県議会議員） - 宮川一朗太
- 鈴本健介（鈴本建設 社長） - 四方堂亘
- 麻宮享（鈴本建設 役員） - 小宮孝泰
- 古澤武雄（中島西中学校 教師） - 鼓太郎（少年期：佐々木陽向）
- 大山国浩（中島西中学校 校長） - なべおさみ
- 巽由香（ホテル「花ゆづき」仲居） - 和泉ちぬ
- 結子（ホテル「花ゆづき」仲居） - 堀まゆみ
- 田辺大和（愛媛県警 刑事） - 小橋川よしと
- 捜査本部幹部 - スオウアキラ、西岡光二
- 花千代（芸者） - いしのようこ（少女期：藤田奈々子）
- 鈴本建設 社員 - 桝形浩人、石井誠治
- 中島西中学校 事務員 - 松本久美
- 田浦光義（ホテル「花ゆづき」支配人） - 志垣太郎
- 森本肇（愛媛県警 刑事） - ベンガル
- その他 - 前田浩和、瀬田圭造

第2作「日光鬼怒川殺人ライン」（2013年）
- 手塚由希（手塚の妻） - 相田翔子
- 白石聡子（ウェディングドレスブランド「ユキ・オノ」顧問弁護士・由希の幼馴染） - 芳本美代子
- 手塚亮一（「ユキ・オノ」社長） - 前田耕陽
- 平井俊介（日光鬼怒川警察署刑事課 刑事） - 金井勇太
- 松下なつ美（六本木クラブ「アルル」ホステス） - 川村亜紀
- 三好洋一（「ユキ・オノ」営業） - 猪野学
- 小野扶美子（「ユキ・オノ」会長・由希の母） - 丘みつ子
- 千晶（ホテル「あさや」フロント係） - 富永沙織
- 恵理（六本木クラブ「アルル」ホステス・なつ美の同僚） - 鉢嶺杏奈
- 和代（ホテル「あさや」仲居頭） - 小柳友貴美
- 萠子（ホテル「あさや」仲居） - モニカ
- 六本木クラブ「アルル」の客 - 坂俊一、古沢一郎
- 六本木クラブ「アルル」店長 - 菊池隼人
- 巫女 - 山吹奈央
- 阿久津茂雄（栃木県警捜査一課 警部・湯村美智子の幼馴染） - 石倉三郎

第3作「石和温泉殺人事件」（2014年）
- 託摩洋子（星野美津江の友人） - 藤吉久美子
- 真下直樹（笛吹いさわ警察署刑事課 刑事） - 金子昇
- 橘静代（「ホテルふじ」仲居頭） - 片岡富枝
- 長沢莉緒（「ホテルふじ」仲居・長沢の妻） - 内藤理沙
- 有美（「ホテルふじ」仲居） - 大川真理
- 田上伸二（探偵・元刑事） - 坂田聡
- 遠藤紗江（女優・8年前転落死） - 桜川博子
- 篠原智美（女優） - 大河内奈々子
- 北岡守（「智美の事務所」社長） - 小倉一郎
- 嶺岸伸治（警視庁麻布中央警察署刑事課 刑事） - 島田洋七
- 柏木亜矢（コンパニオン・偽名「鈴木裕美」） - 大路恵美
- ディレクター - 吉田恵太
- コンパニオン派遣会社「つばきコンパニオン」社員 - 諌山幸治
- 雫石（警視庁麻布中央警察署 警察官） - 雫石瑞穂（ノンクレジット）
- 託摩幸男（洋子の夫・ガラス工場経営者） - 中西良太
- 長沢真義（山梨県警捜査一課 警部） - 六平直政

## スタッフ
- 脚本 - 久松真一（第1作）、小木曽豊斗（第2作）、田中孝治（第3作）
- 監督 - 村田忍（第1作）、池澤辰也（第2作・第3作）
- 選曲 - 遠藤浩二（第1作）、辻田昇司（第2作・第3作）
- ロケ協力
  - 第1作
    - 愛媛県、松山市、道後温泉、まつやまフィルムコミッション、NPO法人アジア・フィルム・ネットワーク
    - 四国旅客鉄道、伊予鉄道、中島汽船、松山検番、道後新検番

  - 第2作
    - 栃木県フィルムコミッション、日光市役所藤原総合支所 、映画専門大学院大学 、鬼怒川ライン下り

  - 第3作
    - やまなしフィルムコミッション、笛吹市 、笛吹川フルーツ公園 、昇仙峡観光協会、メルシャン
- 技術協力 - ビデオフォーカス
- 美術協力 - 山崎美術
- 企画協力 - 古賀誠一
- プロデュース - 中川順平（テレビ東京）、山田大作（オスカープロ）
- 製作 - テレビ東京、BSジャパン、オスカープロモーション

## 放送日程
| 話数 | 放送日        | サブタイトル                  | 脚本       | 監督     |
| ---- | ------------- | ----------------------------- | ---------- | -------- |
| 1    | 2012年5月16日 | 愛媛道後温泉 五・七・五の殺人 | 久松真一   | 村田忍   |
| 2    | 2013年1月30日 | 日光鬼怒川殺人ライン          | 小木曽豊斗 | 池澤辰也 |
| 3    | 2014年1月22日 | 石和温泉殺人事件              | 田中孝治   | 池澤辰也 |